# Sid Van Oerle
Sid Van Oerle (6 juli 1987) is een Vlaams acteur, theatermaker en scenarioschrijver.

## Loopbaan
Van Oerle studeerde aan de Toneelschool Arnhem en het RITCS in Brussel waar hij in 2014 afstudeerde. Hij speelde mee in meerdere theatergroepen en werkte samen met onder meer Benny Claessens, Sanja Mitrović, Romeo Castellucci en Peter Brook. Theatervoorstellingen waarin Van Oerle meespeelde waren onder meer Stop Being Poor (2013) in productie van het Kaaitheater, Genesis III (2013-2014) in regie van Thomas Ryckewaert en Balthazar (seizoen 2014-2015) in productie van Hebbel Theater Berlijn en in een regie van David Weber-Krebs. De voorstelling Do you still love me? (seizoen 2014-2016) in regie van Sanja Mitrović opende de Biennale des Écritures du Réel in Marseille en was geselecteerd voor het FIND festival in de Schaubühne am Lehniner Platz in Berlijn.
In 2016 begon Van Oerle daarnaast ook als vaste acteur in de VRT-soap Thuis als Kobe Baert, een rol die hij vertolkte tot 2021. In 2018 vervoegde hij de cast van De zonen van Van As als het personage Dimitri Brepols. In 2022 speelde Van Oerle mee in Moord op de Orient Express naast Warre Borgmans en Barbara Sarafian. Daarnaast had hij ook wat kortere televisieopdrachten. Sinds januari 2024 is hij te zien in de telenovelle Milo in de rol van Sander.

## Film
- Junk of the Heart (2015) - als Felix
- Brother's Keeper (2017) - als Nathan
- Brimstone (2016) - als dronken mijnwerker
- De Premier (2017) - als militair (stem)
- Storm: Letters van Vuur (2017) - als Bailiff
- Opus (2017) - als Willem
- Chocolate (2017) - als Sander
- Quality Time (2018) - als Stef
- Het Nest (2018) - als David Lanza
- Findus (2019) - als Fokke
- Heilig Zwijgen (2024) - als Max

## Televisie
- De Ridder (2016) - als Kevin
- Thuis (2016-2021) - als Kobe Baert
- Allemaal Chris (2017) - als hipster
- Jezabel (2017) - als Franck
- Kafka (2017) - als Raf
- Connie & Clyde 2 (2018) - als Tommie
- Nachtwacht (2018) - als Antoine
- De zonen van Van As (2018-2021) - als Dimitri Brepols
- Gina & Chantal (2019) - als Erik
- Een Goed Jaar (2020) - als Vincenzo
- Glad IJs (2021) - als Luc
- De Kotmadam (2023) - als Joost
- Milo (2024-heden) - als Sander
- Kugel (2025) - als Clown